# Меоты
Мео́ты (др.-греч. Μαιῶται, лат. Maeōtae) — племена, в I тыс. до н.э. проживавшие на восточном и юго-восточном побережье Азовского моря. Античные авторы называли Азовское море Меотидой (др.-греч. Μαιῶτις, лат. Maeotis), Меотийским озером (др.-греч. ἡ Μαιῆτις λίμνη, лат. lacus Maeoticus) и даже Меотийскими болотами (лат. paludes Maeoticae). В IV-III веках до н. э. многие из общин меотов вошли в состав Боспорского царства. «Меоты в прекрасных туниках» упоминаются в поэме «Поход аргонавтов»
автора IV в., известного как Псевдо-Орфей.

## Границы распространения
Западной и южной границей, по В.П. Шилову, являлись естественные преграды: с запада Черное море, Керченский полуостров и Азовское море, с юга - Кавказский хребет. На севере, по Дону, меоты граничили с иранскими племенами. Зафиксированы меоты и на северном побережье Азовского моря. Восточной границей меотских племен была р. Лаба. Вдоль Азовского моря меотами была обжита сравнительно неширокая полоса, дальше, к востоку обитали кочевники.

## Этническая принадлежность

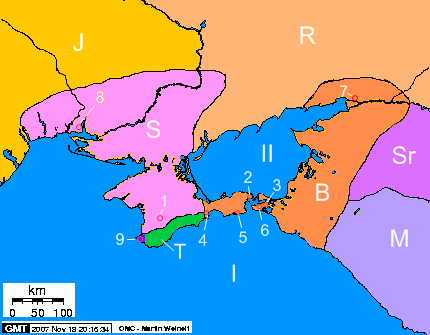
Крым во II веке (ДО?) н. э.
Скифы в Крыму
Боспорское царство
Языги
Роксоланы
Сираки
Меоты
Тавры

Вопрос об этноязыковой принадлежности меотов спорен. Страбон относил к ним зихов (др.-греч. Ζυγοί), синдов (Σινδοὶ), агров (Ἄγροι), тореатов (Τορέται), дандариев (Δανδάριοι), аррехов (Ἀρρηχοί), тарпетов (Τάρπητες), досков (Δόσκοι), обидиакенов (Ὀβιδιακηνοὶ), ситтакенов (Σιττακηνοὶ) и некоторые другие общины, например ахаи, кораксы, гениохи, Псессы, Фатеи, керкеты и макропогоны
Страбон сообщал :

К числу меотов принадлежат сами синды и дандарии, тореаты, агры и аррехи, а также тарпеты, обидиакены, ситтакены, досхи и некоторые другие. К ним относятся Аспургиане, живущие на пространстве в 500 стадий между Фанагорией и Горгиппией. Когда царь Полемон I, напав на них под предлогом заключения договора о дружбе, не сумел, однако, скрыть своего намерения, они перехитрили его и, захватив в плен, убили.

Иногда полагают, что меоты были индоевропейским населением Приазовья, восходящим ещё ко временам ямной культуры. 
Ещё в XIX веке Э. И. Эйхвальд провозгласил, что родственные меотам - синды. Действительно, Полиен пишет, что «меотиянка Тиргатао (Ира) вышла замуж за грека Гекатея, ставшего царём синдов, которые живут немного выше Боспора». Тиргатао — единственное зафиксированное источниками меотское имя, и оно надежно сближается с индо-иранским женским именем Тиргутавия, зафиксированным на территории Митанни, и скифским Таргитаем. 
Ведущий советский скифолог Б.Н. Граков считал синдо-меотов этносом: 

Его быт и погребальный ритуал отличались таким однообразием и были сходны с памятниками Синдики, что трудно считать это население разноплеменным. Вероятно, это были все те же меоты, но разные их племена, составлявшие отдельные этнические и политические образования, хотя и родственные друг с другом.

По другой версии, имя Тиргатао имеет происхождение от популярного хаттского или хурритского имени Тиргутавия. Имя было распространено среди хурритов (хуррито-арийское царство Митанни.
По мнению доктора филологических наук О. Н. Трубачёва, меоты говорили на реликтовом языке индоарийской группы (так же как и тавры).
В Большой советской энциклопедии, напротив, указывалось, что «часть меотов по языку была родственна адыгам (черкесам), часть ираноязычна». Кембриджская история древнего мира классифицирует меотов либо как народ киммерийского происхождения, либо как кавказских аборигенов. Согласно И. Джавахишвили, значительная часть имен, сохранившихся в эпиграфических памятниках меотской эпохи, происходящих с территории Боспорского царства, носит отчетливый адыгский облик. 
По мнению некоторых археологов[каких?], «меоты» — название общин на окраинах Боспорского царства — является синонимом болотных жителей, людей, которые жили у меотидских болот. Такой же выглядит и ситуация с этнонимами «дреговичи» или «меаты» (др.-греч. Μαιάται).

## Религия и верования
Для верований меотов было характерно обожествление сил природы, природных явлений, представляющихся им в виде бога солнца, света, огня, дождя, грозы, леса, моря. Меотские божества могли олицетворять собою и абстрактные понятия: гостеприимство, честность, верность традициям, клятве и так далее. Существовали и боги-покровители представителей различных ремёсел.
Важны для меотов были культы почитания умерших родственников и погребальные обряды. Тело помещали в яму в скорченном положении. В могилу опускали предметы, которые могли бы понадобиться умершему в стране мертвых. Туда же опускали погребальные дары: посуду, оружие, одежду, украшения. Над захоронением производили земляную насыпь — курган.

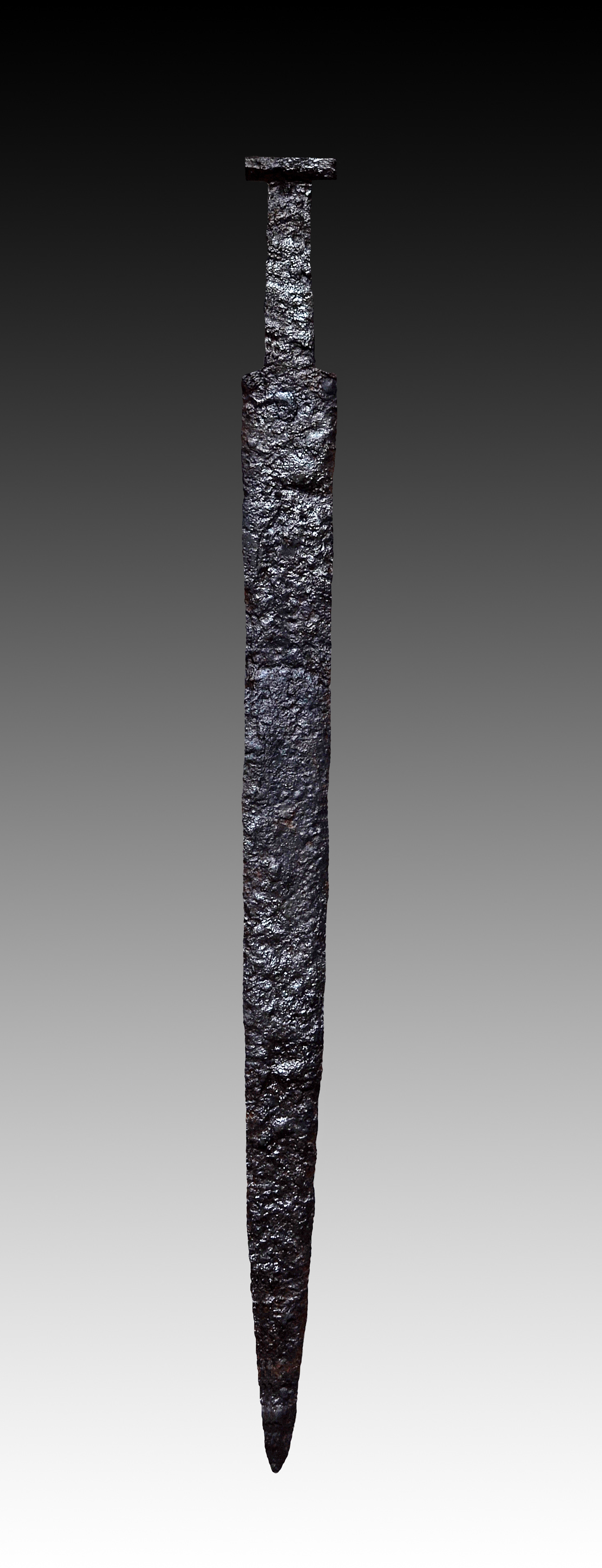
Меотский меч

Материальная культура меотов складывается в VIII—VII веках до н. э. Основой их хозяйства было земледелие. Они выращивали пшеницу, ячмень, просо, чечевицу, рожь, лен. Большое значение имело и скотоводство: разводили крупный и мелкий рогатый скот, свиней и лошадей. Керамика меотов пользовалась спросом у соседей. Меоты, находившиеся на торговых путях из античного мира к скифо-сарматам, выступали и в качестве торговых посредников.

## Военные походы
Существуют упоминания (биограф Аврелиана, SHA. Vita Aurel. 16) об участии меотийских племён в Скифской войне III века.